# Obertenghi
Die Obertenghi (auch Otbertiner genannt) waren eine der mächtigsten Familien des norditalienischen Adels gegen Ende des Frühmittelalters um die Jahrtausendwende. Ihr namengebender Stammvater ist Oberto I. Graf von Mailand und Luni, der erste Markgraf von Ostligurien, der „marca Januensis“ oder Mark von Genua.

## Geschichte

Das Königreich Italien (781–1014) mit der Otbertinischen Mark zwischen Voralpen (Trient) und Golf von Genua

Die Otbertiner sind benannt nach ihrem Stammvater, dem Pfalz- und Markgrafen Otbert I. (italienisch: Oberto), der 975 starb. Von seinem Vater ist nur der Name Adalbert überliefert, er wird 940 als Vizegraf erwähnt. Die Ursprünge der Otbertiner sind ungeklärt und umstritten (siehe unten: Herkunft Obertos I.), die Familie stammte vermutlich aus dem fränkischen Adel und dürfte sich in der späten Karolingerzeit in der Lombardei niedergelassen haben, wo Otbert I. urkundlich „nach langobardischem Recht lebte“.
Oberto I. gehörte bereits 945 zu den Verbündeten des Markgrafen Berengar II. von Ivrea, als dieser (13. März 945 in Pavia) daranging, die Macht in Oberitalien zu übernehmen, als Letzter der sogenannten Nationalkönige, vor der Übernahme der langobardisch-italienischen Krone durch König Otto I. im Jahr 951 und der Eingliederung ins Heilige Römische Reich als Reichsitalien. Mit dem Erfolg Berengars war dann auch der Aufstieg der Obertenghi verknüpft: als er Anfang des Jahres 951 die Reorganisation der italienischen Feudalstrukturen südlich des Po abschloss, die sein vertriebener Vorgänger, König Hugo I., begonnen hatte, und dabei drei Markgrafen für die neugebildete Territorien ernannte, erhielt Oberto Ostligurien („Marca Obertenga“ bzw. „Otbertinische Mark“). Die beiden anderen Markgrafen waren Aleram, Graf von Vercelli, für Westligurien („Marca Aleramica“) (siehe Aleramiden) und Arduin Glaber für den binnenländischen Teil („Marca Arduinica“), die späteren Markgrafschaften Turin und Susa (siehe Arduine).
Ostligurien umfasste
- Mailand
- Genua
- Luni
- Tortona
- Bobbio
- Parma und Piacenza
- Modena und Reggio nell’Emilia
- Ferrara
- Ascoli Piceno
- indirekt auch die Herrschaft über Korsika und Sardinien.

Otbert I. wurde außerdem Pfalzgraf des Königreichs Italien. Ab 951 wurde er Markgraf von Mailand und Fürst von Luni. Insgesamt besaß er etwa das Gebiet der heutigen Lombardei mit Teilen Piemonts, die italienischsprachige Schweiz (Tessin) und die Emilia mit Ferrara, außerdem große Teile der Provinz Genua. 
Weitere führende oberitalienische Geschlechter dieser Epoche waren die Markgrafen von Ivrea, verschiedene Grafen im Herzogtum Trient und im Herzogtum Friaul, die Markgrafen von Verona, die Grafen von Canossa in der Emilia-Romagna, die Bonifacier und Bosoniden in der Markgrafschaft Tuscien und die Herzöge von Spoleto.
Obertos Wechsel auf die Seite des Kaisers Otto I. sicherte die Position der Obertenghi über den Sturz Berengars II. hinaus. Oberto wurde, 961 oder 962, in den Ämtern bestätigt bzw. erhielt sie zurück.
Die Unterstützung der Obertenghi, vor allem Hugos (Ugo) und Alberto Azzos I., nach dem Tod des Kaisers Otto III. für Arduin von Ivrea führte nach dessen Niederlage 1004 gegen König Heinrich II. zu einem Rückschlag: die Obertenghi wurden enteignet und verbannt, jedoch vier Jahre später bereits wieder begnadigt. Zwar gewannen sie ihre beherrschende Stellung in Oberitalien nicht wieder zurück, jedoch gelang es ihnen durch Bündnisse und Heiraten mit anderen großen Familien des Landes, ihren Status zu sichern.
Die Hauptlinie starb noch im 11. Jahrhundert aus. Das einst umfangreiche Territorium verkleinerte und zersplitterte sich daraufhin durch Erbteilungen und Auseinandersetzungen mit anderen Familien, aber auch durch den Druck der aufstrebenden Städte (Mailand, Genua, Piacenza, Tortona, Pavia und Bobbio).

## Nachfahren
Die Nachfahren der Obertenghi im Mannesstamm zersplitterten in diverse Familienzweige unter anderen Namen, die allesamt historisch bedeutend wurden und von denen einige bis in die Neuzeit kamen:
- das Haus Este, welches sich aufteilte in
  - die jüngeren Welfen (u. a. das Haus Hannover) – Welf-Este genannt
  - die Herzöge von Ferrara-Modena – Fulc-Este genannt
- die Malaspina
- die Markgrafen Pallavicini und die Cavalcabò aus Cremona
- die Markgrafen von Parodi und Gavi sowie die Lupi

## Stammliste
1. Adalbert I., Vizegraf, erwähnt 940; ⚭ NN 
  1. Otbert (Oberto) I., † vor 15. Oktober 975, Pfalzgraf von Italien (Reichsitalien), Markgraf von Mailand, Genua und der Obertengischen Mark, Graf von Luni und Tortona, mit Rechten auf Pavia, Piacenza, Cremona, Parma und das Klosterlehen Bobbio; ⚭ NN , möglicherweise Guilla, Tochter des Bonifatius, Markgraf von Spoleto.[1]
    1. Otbert II., † nach 1014/21, Pfalzgraf von Italien, Markgraf von Mailand, Tortona und Genua; ⚭ I NN; ⚭ II Railenda, Tochter des Grafen Riprand, 
      1. Hugo (Ugo), † 26. Januar nach 1037, Markgraf von Mailand, Graf von Genua; ⚭ Gisela von Bergamo, Tochter von Graf Giselbert II., 
      2. Alberto Azzo I., * um 970, † vor 1018 auf Burg Giebichenstein, Markgraf von Mailand; ⚭ Adele, 
        1. Adele; ⚭ Aledram II., Markgraf von Saluzzo, † vor 1055
        2. Alberto Azzo II., * 997, † 1096/97, Markgraf von Mailand; ⚭ I Kunigunde von Altdorf, Tochter von Graf Welf II. (Welfen); ⚭ Garsende von Maine, Tochter von Graf Heribert I. (Zweites Haus Maine); ⚭ III Mathilde, Schwester des Wilhelm, Bischof von Pavia (Aleramiden), ; → Nachkommen siehe Stammliste der Este

      3. Otbert Obizzo I. – vermutlich Stammvater des Hauses Malaspina
      4. Bertha, † 29. Dezember 1037; ⚭ I Arduin von Ivrea, König von Italien, † 1015; ⚭ II Manfred II Odelrich Markgraf von Turin, † 1034/35 (Arduine), 
      5. Adalbert IV., † 1034; ⚭ Adelaida, Tochter von Graf Boso, 
        1. Adalbert V.

      6. Guido, † 1037

    2. Adalbert II., † 1002, Markgraf von Mailand und Genua; ⚭ NN , Stammvater der adalbertinischen Linie der Otbertiner
      1. Otbert III. († 996)
        1. Adalbert III. (980–1034), Markgraf von Massa – Stammvater der Pallavicini und der Cavalcabò aus Cremona
          1. Otbert IV., Graf von Aucia (?–1084?)
            1. Otbert il "Pelavicino" (1080–1148), Begründer der Pallavicini

      2. Adalbert VI.
      3. Bertha; ⚭ Lanfrank, Graf von Piacenza
      4. Gisela (vielleicht Tochter Adalberts III.); ⚭ Markgraf Anselm I. (Aleramiden)

    3. Adalbert III., † 1002/11, Graf; ⚭ NN 
      1. Gisela (vielleicht Tochter Adalberts II.); ⚭ Markgraf Anselm I. (Aleramiden)

## Herkunft Obertos I.
In der wissenschaftlichen Diskussion wurde vorgetragen (im Anschluss an Muratori, den Hausarchivar der Obertenghi-Nachfahren d'Este), der Vater Otberts I., Vizegraf Adalbert I., könnte ein Sohn des Guido, Markgraf von Tuszien aus dem Haus Bonifacius, gewesen sein. Von Guido wird vermutet, dass er neben der namentlich bekannten Tochter Theodora noch weitere, nicht bekannte Kinder hatte. Das Haus Bonifacius stammt von einem bayerischen Adligen ab, der mit Karl dem Großen nach Italien gekommen ist.
Dem tritt Hlawitschka entgegen, der darauf hinweist, dass Oberto sich selbst jemand nannte, der seiner Herkunft gemäß nach langobardischem Recht lebe: „Über die Nachkommen Otberts I., der bei einer Schenkung von Gütern in Volpedo an das Kloster Cluny sich selbst Otbertus marchio et comes palatio, „qui professo sum ex natione mea legem vivere langobardum“, bezeichnete, ist vor allem die genannte Studie Gabottos zu vergleichen, in der gegen Muratori und andere ebenfalls erwiesen wird, dass zwischen dem Haus Otberts I. und den Markgrafen von Tuszien bayrischer Abkunft keine direkten Verwandtschaftsbeziehungen bestanden.“